# 1
O ano 1, ou ano 1 d. C., foi o sucessor do ano 1 a.C. (já que, no calendário gregoriano, bem como no seu predecessor, o calendário juliano, o ano zero não existiu), sendo, assim, o primeiro ano da Era Comum (EC), do primeiro milênio e do primeiro século. É, ainda, o começo da era cristã / comum. Teve início a um sábado e terminou também a um sábado, com a letra dominical B. Segundo o horóscopo chinês, foi o ano do Galo.
Em sua época, o ano 1 era conhecido como o Ano do Consulado de César e Paulo, nomeado em homenagem aos cônsules romanos Caio César e Lúcio Emílio Paulo, e menos frequentemente, como ano 754 AUC (ab urbe condita) dentro do Império Romano. 
A denominação "1 AD" para este ano tem estado em uso consistente desde meados do período medieval, quando a era civil Anno Domini (AD) tornou-se o método predominante na Europa para nomear anos. O sistema de datação Anno Domini foi desenvolvido no ano 525 por Dionísio, o Exíguo.
| Calendário gregoriano                                                        | 1 I             |
| Ab urbe condita                                                              | 754             |
| Calendário arménio                                                           | -551 – -550     |
| Calendário bahá'í                                                            | -1843 – -1842   |
| Calendário budista                                                           | 545             |
| Calendário chinês                                                            | 2697 – 2698     |
| Calendário copta                                                             | -283 – -282     |
| Calendário etíope                                                            | -7 – -6         |
| Calendários hindus - Vikram Samvat - Calendário nacional indiano - Cáli Iuga | 56 – 57 N/A     |
| Calendário Holoceno                                                          | 10001           |
| Calendário islâmico                                                          | 640 BH – 639 BH |
| Calendário judaico                                                           | 3761 – 3762     |
| Calendário persa                                                             | 621 BP – 620 BP |
| Calendário rúnico                                                            | 251             |
| Calendário solar tailandês                                                   | 544             |

O calendário juliano, uma reforma de 45 a.C. do calendário romano, foi o calendário usado por Roma em 1 d.C.
| Ano completo                   |
| ------------------------------ |
| Ano comum com início ao sábado |

## Eventos

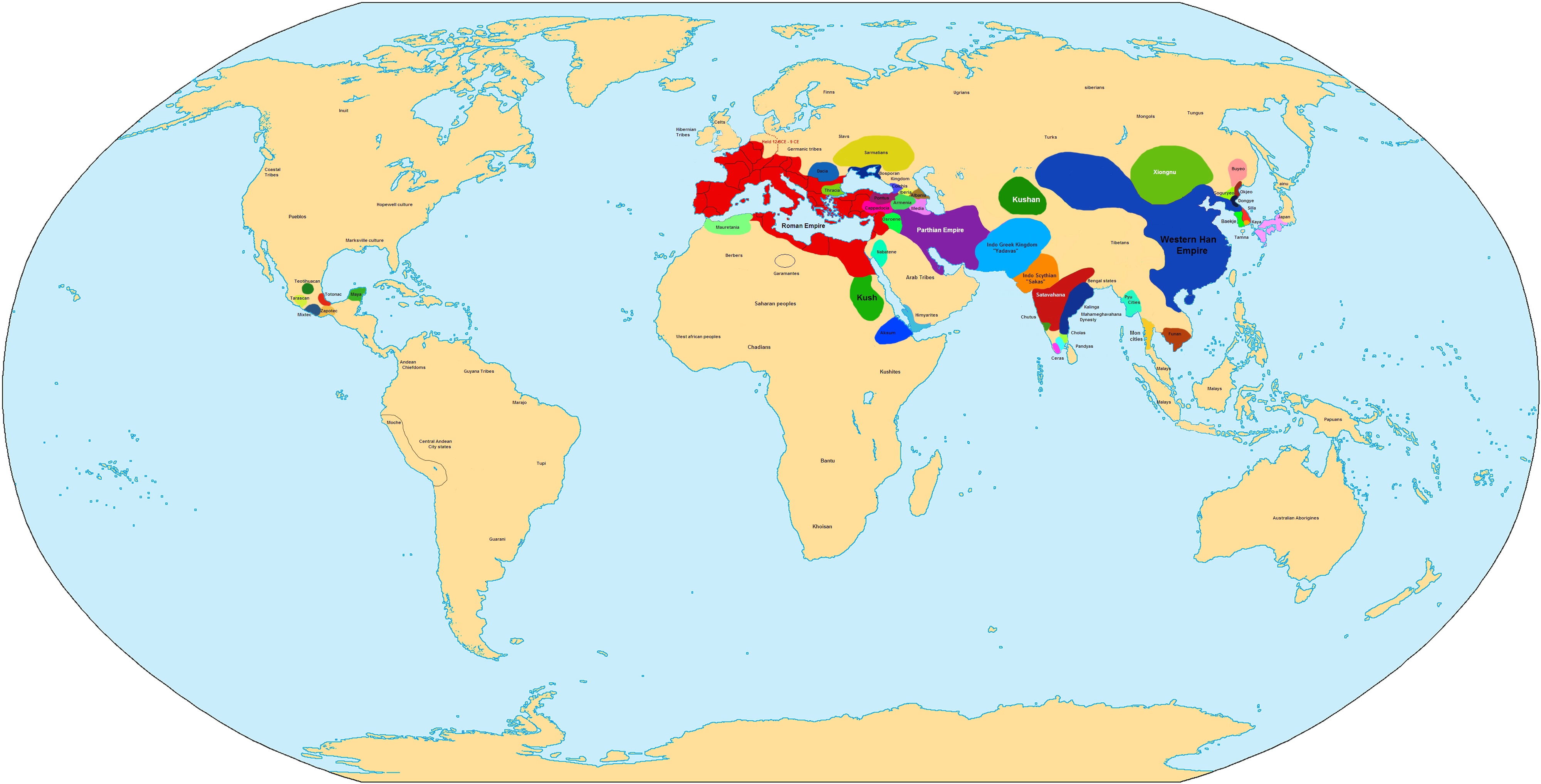
O mapa-múndi representando os povos, civilizações existentes, ou possivelmente existentes, no ano 1 ao redor de todo o globo.

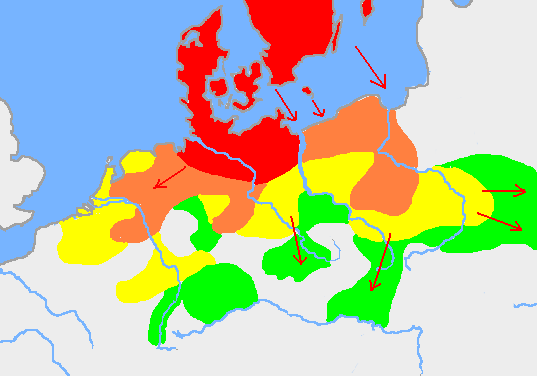
Tribos germânicas na Europa em

### Religião
- Ano de nascimento de Jesus Cristo sob a perspectiva teológica.[1] No entanto, a maioria dos estudiosos acha que Dionísio colocou o nascimento de Jesus no ano anterior, 1 a.C..[2][3] Além disso, a maioria dos estudiosos modernos não considera corretos os cálculos de Dionísio, colocando o evento vários anos antes, no ano 4 a.C. (ver Cronologia de Jesus).[4]

### Império Romano
- Caio César e Lúcio Emílio Paulo, cônsules romanos.[5]
- Tibério, sob a ordem de Augusto, reprime uma revolta na Germânia (1 a 5).
- Caio César casa-se com Livila, filha de Antônia, a Jovem e Nero Cláudio Druso, num esforço para ganhar prestígio.
- Públio Sulpício Quirino se torna um conselheiro-chefe de Caio César na Armênia.

### Ásia
- Confúcio ganha seu primeiro título real (nome póstumo) de Baochengxun Ni.
- Sapadebizes, príncipe iuechi e rei do Império Cuchana (Báctria) morre. Hereu o sucede como rei.